# Lost & Found Records
Lost & Found Records va ser una discogràfica alemanya del municipi de Wedemark, a prop de Hannover, que va produir nombrosos discos de punk rock i hardcore punk durant les dècades del 1980 i 1990. Grups com Battery, Down by Law, Ignite, Minor Threat, Sick of It All, Youth Brigade o Youth of Today van arribar a publicar amb el segell discogràfic.
A finals de la dècada de 1990, Lost & Found Records es va ampliar per a incloure altres estils musicals i va fundar el subsegell de rap Check Your Head Records. Actualment només funciona com a empresa de comandes per correu de discos i roba.